# Meyrié
Meyrié – miejscowość i gmina we Francji, w regionie Owernia-Rodan-Alpy, w departamencie Isère.
Według danych na rok 1990 gminę zamieszkiwało 749 osób, a gęstość zaludnienia wynosiła 218 osób/km² (wśród 2880 gmin regionu Rodan-Alpy Meyrié plasuje się na 944. miejscu pod względem liczby ludności, natomiast pod względem powierzchni na miejscu 1620.).